# Japonoconger sivicolus
Japonoconger sivicolus är en fiskart som först beskrevs av Kiyomatsu Matsubara och Ochiai, 1951.  Japonoconger sivicolus ingår i släktet Japonoconger och familjen havsålar. Inga underarter finns listade i Catalogue of Life.